# Pila occidentalis
Pila occidentalis é uma espécie de gastrópode da família Ampullaridae.
Pode ser encontrada nos seguintes países: Angola, Namíbia e Zâmbia.